# Соавторы (книга)
Соа́вторы — детективный роман Александры Марининой, опубликованный в 2004 году. Первоначальный тираж книги составил 300100 экземпляров.

## Сюжет
Три соавтора работают над одной книгой. У одного из них убита любовница. Но Анастасия Каменская не может полностью отдаться расследованию этого дела, так как готовится к написанию диссертации.
«Сюжетной основой романа „Соавторы“ А. Марининой становится проблема авторских мистификаций, поднятая ею ещё в раннем романе „Стилист“.»